# Phương pháp bay bốc nhiệt
Bay bốc nhiệt (tiếng Anh: Thermal evaporation) hoặc bay bốc nhiệt trong chân không là kỹ thuật tạo màng mỏng bằng cách bay hơi các vật liệu cần tạo trong môi trường chân không cao và ngưng tụ trên đế (được đốt nóng hoặc không đốt nóng). Kỹ thuật này đôi khi còn được gọi là bay hơi trong chân không nhưng ít dùng hơn. 

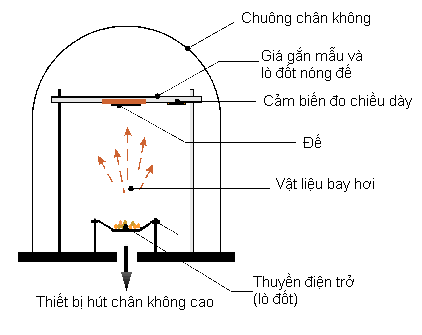
Sơ đồ nguyên lý hệ bay bốc nhiệt

## Nguyên lý của hệ bay bốc nhiệt
Bộ phận chính của các thiết bị bay bốc nhiệt là một buồng chân không được hút chân không cao (cỡ 10-5 - 10-6 Torr) nhờ các bơm chân không (bơm khuếch tán hoặc bơm phân tử...). Người ta dùng một thuyền điện trở (thường làm bằng các vật liệu chịu nhiệt và ít tương tác với vật liệu, ví dụ như vônphram, tantan, bạch kim...) đốt nóng chảy các vật liệu nguồn, và sau đó tiếp tục đốt sao cho vật liệu bay hơi.
Vật liệu bay hơi sẽ ngưng đọng lên các đế được gắn vào giá phía trên. Đôi khi đế còn được đốt nóng (tùy theo mục đích tạo màng tinh thể hay vô định hình...) để điều khiển các quá trình lắng đọng của vật liệu trên màng. Chiều dày của màng thường được xác định trực tiếp trong quá trình chế tạo bằng biến tử thạch anh. Khi màng bay hơi sẽ bám lên biến tử đặt cạnh đế, biến thiên tần số dao động của biến tử sẽ tỉ lệ với chiều dày của màng bám vào biến tử.

## Ưu điểm, nhược điểm và những cải tiến gần đây

Ảnh chụp thiết bị bay bốc nhiệt của Angstrom Engineering

- Phương pháp bay bốc nhiệt có ưu điểm là đơn giản, và dễ tạo màng hợp chất vì khi làm bay hơi vật liệu thì toàn thể hợp chất hoặc hợp kim sẽ bị bay hơi do đó màng tạo ra có hợp thức khá gần với thành phần của vật liệu nguồn (đặc biệt là các hợp kim).
- Nhược điểm quan trọng là không thể tạo các màng quá mỏng, khả năng khống chế chiều dày của phương pháp này rất kém do tốc độ bay bốc khó điều khiển. Đồng thời, việc chế tạo các màng đa lớp là rất khó khăn với phương pháp này.
- Gần đây người ta cải tiến phương pháp này như sử dụng chùm điện tử để bay bốc, cải tiến tường bao quanh nguồn đốt (phương pháp tường nóng)... Tuy nhiên tỉ lệ sử dụng phương pháp bay bốc nhiệt trong kỹ thuật màng mỏng đang ngày càng ít.